# Bob Rafelson
Robert Jay Rafelson (AFI: [ˈɹeɪfl̩sən]) (New York, 21 febbraio 1933 – Aspen, 23 luglio 2022) è stato un regista, produttore cinematografico e sceneggiatore statunitense.

## Biografia
Rafelson nacque a Manhattan, borough di New York, nel 1933 in una famiglia ebraica ashkenazita. Diplomatosi alla Trinity-Pawling School di Pawling (nello stato di New York) nel 1950, dopo aver studiato filosofia al Dartmouth College di Hanover (nel New Hampshire), dove strinse amicizia con lo sceneggiatore Buck Henry, Rafelson fu arruolato nell'esercito degli Stati Uniti e, di stanza in Giappone, lavorò come disc jockey, tradusse film giapponesi e fu consulente della Shochiku su quali film avrebbero avuto successo finanziario negli Stati Uniti. Proprio il cinema giapponese, specie quello di Yasujirō Ozu, esercitò una forte influenza sullo sviluppo del suo stile registico e della sua estetica filmica.

### Carriera televisiva
Il suo primo lavoro professionale fu come redattore di storie nella serie TV Play of the Week nel 1959. La serie produsse spettacoli teatrali televisivi di autori contemporanei e classici. Il lavoro richiedeva a Rafelson di leggere centinaia di opere teatrali, selezionare quelle da produrre e scrivere alcuni dialoghi aggiuntivi non accreditati. Nel giugno 1962, Rafelson si trasferì con la famiglia a Hollywood, dove iniziò a lavorare come produttore associato in programmi televisivi e film presso Universal Pictures e Screen Gems.
Nel 1965, mentre lavorava alla Screen Gems, incontrò il collega produttore Bert Schneider e quell'anno crearono insieme la società Raybert Productions, poi diventata BBS Productions e avrebbe prodotto film come sussidiaria della Columbia Pictures. Il primo progetto di Rafelson e Schneider fu una serie televisiva su un gruppo rock 'n' roll, i Monkees: malgrado la band fosse un prodotto fabbricato, era particolarmente popolare tra i giovani dell'epoca. Rafelson e Schneider  vinsero l'Emmy Award come miglior serie comica come produttori nel 1967.

### Carriera cinematografica
Il successo permise a Rafelson e Schneider di ottenere più finanziamenti per la Raybert Productions e di fondare la casa discografica Colgems. Il loro successivo progetto fu Sogni perduti, un lungometraggio con i Monkees. Scritto insieme all'amico Jack Nicholson e caratterizzato dalle apparizioni di Nicholson, Victor Mature, Teri Garr, Annette Funicello, Frank Zappa, Sonny Liston, Timothy Carey, Ray Nitschke e Dennis Hopper, rappresentò il debutto di Rafelson come regista e la prima di numerose collaborazioni Rafelson-Nicholson.
La Raybert Productions produsse poi Easy Rider - Libertà e paura, diretto da Dennis Hopper, vincitore del Premio per la migliore opera prima al Festival di Cannes 1969. Il primo progetto della BBS fu invece Cinque pezzi facili, il secondo lungometraggio di Rafelson: un successo finanziario che incassò 18 milioni di dollari al botteghino, fu ampiamente ammirato dalla critica e ottenne quattro candidature ai premi Oscar: miglior film, miglior attore a Jack Nicholson, miglior attrice non protagonista a Karen Black e miglior sceneggiatura originale.

## Filmografia

### Regista

#### Cinema
- Sogni perduti (Head) (1968)
- Cinque pezzi facili (Five Easy Pieces) (1970)
- Il re dei giardini di Marvin (The King of Marvin Gardens) (1972)
- Il gigante della strada (Stay Hungry) (1976)
- Il postino suona sempre due volte (The Postman Always Rings Twice) (1981)
- La vedova nera (Black Widow) (1987)
- Le montagne della luna (Mountains of the Moon) (1990)
- La gatta e la volpe (Man Trouble) (1992)
- Blood & Wine (Blood and Wine) (1996)
- No Good Deed - Inganni svelati (No Good Deed) (2002)

#### Televisione
- I Monkees (The Monkees) - serie TV (1966-1968)
- Marlowe - Omicidio a Poodle Springs (Poodle Springs) - film TV (1998)

### Sceneggiatore

#### Cinema
- Sogni perduti (Head) (1968)
- Il gigante della strada (Stay Hungry) (1976)
- Le montagne della luna (Mountains of the Moon) (1990)